# روبرت شيرود
روبرت شيرود (بالإنجليزية: Robert E. Sherwood)‏ كاتب مسرحي أمريكي (ولد في 4 أبريل من العام 1896) أشهر أعماله مسرحية زوجة المطران .

## روابط خارجية
- روبرت شيرود على موقع IMDb (الإنجليزية)
- روبرت شيرود على موقع ميتاكريتيك (الإنجليزية)
- روبرت شيرود على موقع الموسوعة البريطانية (الإنجليزية)
- روبرت شيرود على موقع روتن توميتوز (الإنجليزية)
- روبرت شيرود على موقع روتن توميتوز (الإنجليزية)
- روبرت شيرود على موقع ألو سيني (الفرنسية)
- روبرت شيرود على موقع أول موفي (الإنجليزية)
- روبرت شيرود على موقع قاعدة بيانات برودواي على الإنترنت (الإنجليزية)
- روبرت شيرود على موقع قاعدة بيانات برودواي على الإنترنت (الإنجليزية)
- روبرت شيرود على موقع قاعدة بيانات الأفلام السويدية (السويدية)